# 小行星5596
小行星5596（英語：5596 Morbidelli）是一颗围绕太阳公转的小行星。1991年8月7日，亨利·E·霍爾特在帕洛马山发现了此天体。
这颗小行星的绝对星等为220.4256788742318等。